# Xa (họ)
Xa là một họ của người châu Á. Họ này có ở Việt Nam, Trung Quốc (chữ Hán: 車, Bính âm: Chē) và Triều Tiên (Hangul: 차, Romaja quốc ngữ: Cha). Họ này đứng thứ 229 trong danh sách Bách gia tính. Tính đến năm 2008, Xa là họ phổ biến thứ 191 tại Cộng hòa Nhân dân Trung Hoa và có dân số 540.000 người.

## Người Trung Quốc họ Xa
- Xa Trụ (車冑; mất năm 199) là một nhà chính trị phục vụ Tào Tháo trong cuối thời kỳ Tam Quốc.
- Xa Đỉnh Tấn (車鼎晉; 1668–1733), học giả và nhà thơ nhà Thanh
- Xa Vạn Dục (車萬育; 1632–1705), học giả nhà Thanh
- Xa Uyển Uyển, nữ diễn viên, ca sĩ Hồng Kông
- Xa Tuấn, chính khách nước Cộng hòa Nhân dân Trung Hoa
- Xa Thi Mạn, nữ diễn viên truyền hình - diễn viên điện ảnh, người dẫn chương trình kiêm ca sĩ nổi tiếng người Hồng Kông.

## Người Triều Tiên họ Xa
- Cha Tae-hyun (Hán Việt: Xa Thái Huyễn), nam diễn viên, ca sĩ Hàn Quốc
- Baro (Tên thật: Cha Sun-Woo, Hán Việt: Xa Thiện Vu), ca sĩ Hàn Quốc
- Cha Bum-kun (Hán Việt: Xa Phạm Căn), cựu danh thủ bóng đá Hàn Quốc